# Alphaville
Alphaville este o formație synthpop germană, devenită populară prin anii 80', cunoscută mai ales pentru hiturile Big in Japan , Forever Young și Sounds Like A Melody.

## Componență

### Membri actuali
- Marian Gold (pe numele adevărat Hartwig Schierbaum)
- Carsten Brocker
- David Goodes
- Jakob Kiersch

### Foști membri
- Frank Mertens
- Bernhard Lloyd
- Ricky Echolette
- Maja Kim
- Robbie France (decedat) a mai făcut parte și din trupa Skunk Anansie imediat după despărțirea de Alphaville.
- Martin Lister (decedat)